# عهدنامه تدوین قانون اساسی اتحادیه اروپا

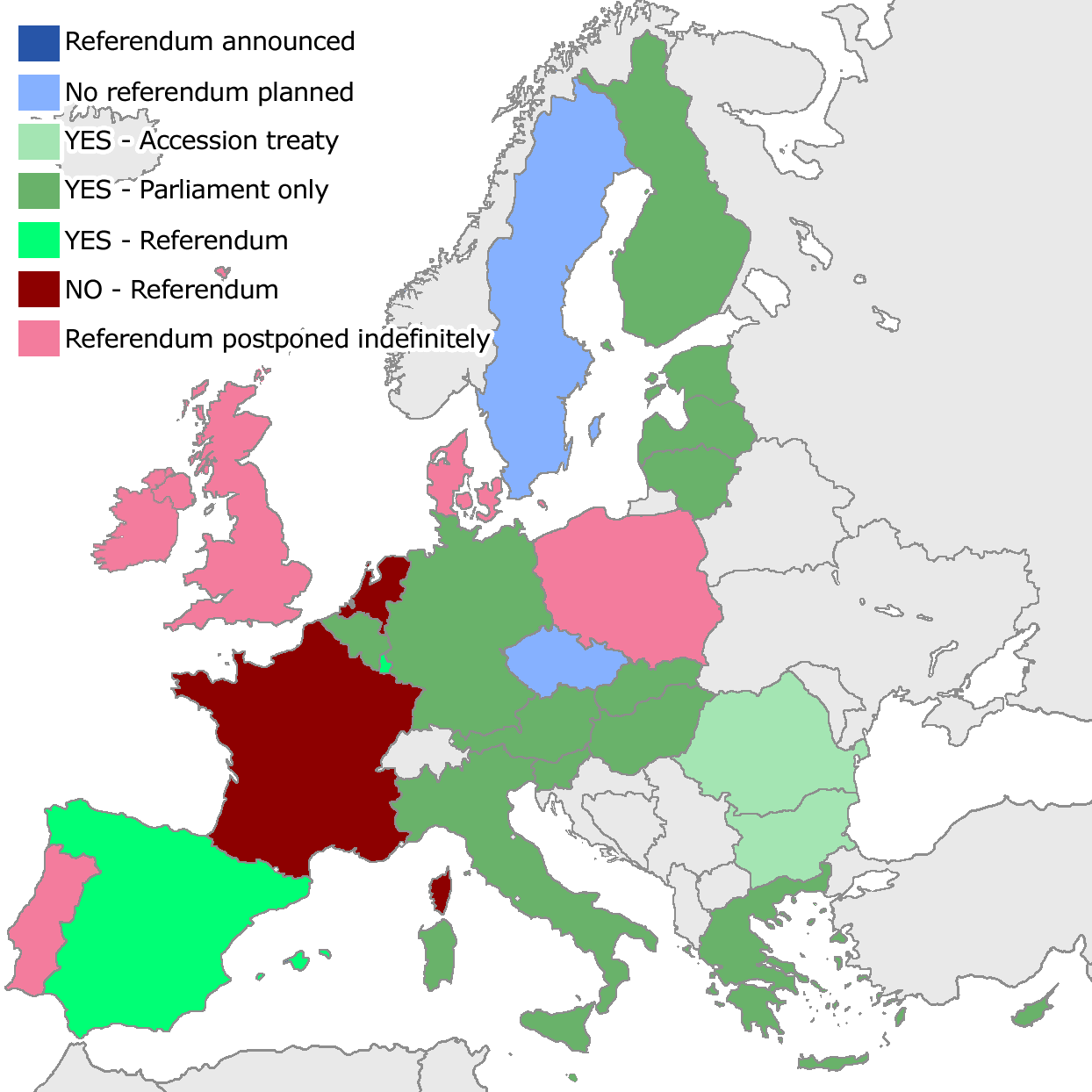
وضعیت موافقین و مخالفین قانون اساسی اروپا

عهدنامهٔ تدوین قانون اساسی اروپا (Treaty establishing a Constitution for Europe یا به اختصار TCE)، که اغلب به آن قانون اساسی اروپا گفته می‌شود، عهدنامه‌ای بین‌المللی در سطح اروپا است که برای تدوین قانون اساسی اتحادیهٔ اروپا تلاش می‌کند. این عهدنامه در سال ۲۰۰۴ توسط نمایندگان اعضای اتحادیه امضا شد اما تصویب آن منوط به موافقت همه اعضا بود که دو عضو اتحادیه در همه‌پرسی آن را رد کردند. هدف اصلی از این کار جایگزینی و یکپارچه‌سازی عهدنامه‌های موجود است که قوانین فعلی اتحادیهٔ اروپا بر پایهٔ آن‌ها نهاده شده‌است. برخی از این عهدنامه‌های موجود با یکدیگر هم‌پوشانی نیز دارند. از دیگر اهداف آن تدوین قوانین حقوق بشر یکسان در سراسر اتحادیهٔ اروپا و ایجاد مجرای تصمیم‌گیری برای این سازمان ۲۷ عضوی است.
نمایندگان اعضای اتحادیه عهدنامه را در ۲۹ اکتبر ۲۰۰۴ به امضا رساندند و روند تصویب در تک تک کشورهای عضو تا رأی عدم تأیید مردم فرانسه در ۲۹ مارس ۲۰۰۵ و هلند در ۱ ژوئن ۲۰۰۵ ادامه داشت. شکست قانون اساسی درگرفتن رأی تأیید در این کشورها باعث شد که کشورهای دیگر پروسهٔ تصویب آن را متوقف کنند یا به تأخیر بیندازند؛ بنابراین این قانون در حال حاضر آیندهٔ مبهمی دارد. اگر این قانون تصویب می‌شد از ۱ نوامبر ۲۰۰۶ لازم‌الاجرا بود. تا دسامبر ۲۰۰۶ کشورهای اتریش، بلژیک، قبرس، استونی، فنلاند، آلمان، یونان، مجارستان، ایتالیا، لیتوانی، لوکزامبورگ، لتونی، مالت، اسلواکی، اسلوونی، و اسپانیا عهدنامهٔ قانون اساسی را تصویب کرده بودند.

## تاریخچه

### پیش‌نویس
نقطهٔ آغاز تدوین TCE دو عهدنامهٔ موجود اتحادیهٔ اروپا بود. یکی از آن‌ها معاهدهٔ رم بود که در سال ۱۹۵۷ تصویب شده بود و دیگری معاهدهٔ ماستریخت یا معاهدهٔ اتحادیهٔ اروپا بود که در سال ۱۹۹۲ به تصویب رسیده بود و با معاهده‌های آمستردام (۱۹۹۷) و نیس (۲۰۰۱) تغییر یافته بود. گفته می‌شود آغاز مباحثات فعلی در مورد آیندهٔ اتحادیهٔ اروپا به سخنرانی سال ۲۰۰۰ یوشکا فیشر وزیر خارجه آلمان در برلین  که در آن در مورد هدف یکپارچه‌سازی اروپا سخن به میان آورده بود، بازمی‌گردد.
پروسه زمانی آغاز شد که در دسامبر ۲۰۰۱، در پی قطع‌نامهٔ لائکن، کنوانسیون اروپا برای تهیهٔ پیش‌نویس قانون اساسی به رهبری رئیس‌جمهور فرانسه، والری ژیسکار دستن تشکیل شد. رئیس‌جمهور وقت فرانسه خطاب به اعضای کنوانسیون گفت که روزی فرا خواهد رسید که هموطنان شما، «مجسمه‌ای از شما بر پشت اسب در زادگاهتان خواهند ساخت». بعدها این سخن را بسیار ریشخند کردند، به ویژه در زمانیکه عدم محبوبیت این پیش‌نویس در کشور خود ژیسکار آشکار شد. پیش‌نویس عهدنامهٔ ایجاد قانون اساسی اروپا در ژوئیهٔ ۲۰۰۳ منتشر شد. بعد از مذاکرات طولانی که پس از اختلاف نظرها بر سر چارچوب مشخص شده در مورد رأی‌گیری با اکثریت کیفی به وجود آمد، متن نهایی TCE در ژوئن سال ۲۰۰۴ آماده شد.

### تصویب
در ابتدا انتظار می‌رفت که اکثر اعضای اتحادیهٔ اروپا TCE را در مجلس یا طی یک فرایند سیاسی دیگر به تصویب برسانند که طی آن حمایت تمامی حکومت‌ها به دست می‌آمد. امروزه اکثر کشورها عهدنامه را با رأی مجلس‌شان پذیرفته‌اند اما برای لازم‌الاجرا شدن TCE اتفاق نظر همهٔ اعضا لازم بود.
اسپانیا اولین کشوری بود که اقدام به نظرسنجی عمومی در همه‌پرسی کرد و در آن مرحله انتخابات به گونه‌ای پیش رفت که مردم حمایت خود از پروژهٔ اروپایی دیگری را نشان دادند. TCE در آن همه‌پرسی به تأیید رسید.
در انگلستان، تونی بلر نخست‌وزیر این کشور به شکل غیرمنتظره‌ای قول برگزاری همه‌پرسی را داد. هدف او از این کار کاهش فشارهای محافظه‌کاران و احزاب مستقل و همچنین کاهش تفرقه بین هوادارانش بود. پیش‌بینی می‌شد که نتیجهٔ برگزاری همه‌پرسی مخالفت با عهدنامهٔ تدوین قانون اساسی اروپا باشد. قول برگزاری همه‌پرسی در انگلستان، فشارها را بر روی ژاک شیراک، رئیس‌جمهور سابق فرانسه، برای برگزاری همه‌پرسی بیشتر کرد.
در یک همه‌پرسی در ۲۹ مه ۲۰۰۵ مردم فرانسه این قانون اساسی را با نتیجه ۵۵٪ به ۴۵٪ رد کردند. در اول ژوئن نیز مردم هلند آنرا با اختلاف ۶۱٪ به ۳۹٪ رد کردند. علیرغم رد شدن قانون اساسی در فرانسه و هلند، لوکزامبورک همه‌پرسی خود را در دهم ژوئیه ۲۰۰۵ انجام داد که در اینجا قانون اساسی مزبور با اختلاف ۵۷٪ به به ۴۷٪ تصویب شد. این آخرین همه‌پرسی در مورد این قانون اساسی بود و همه کشورهای عضو که همه‌پرسی را در برنامه گذاشته بودند آنرا ملغی کردند.

### رویدادهای پس از رد عهدنامهٔ تدوین
رد قانون اساسی در همه‌پرسی برگزار شده در فرانسه و هلند، آیندهٔ مبهمی را در پیش روی TCE قرار داده‌است. اتحادیه نیز با وجود بزرگ‌تر شدن و افزایش اعضای آن به ۲۷ عضو، با اتکا بر اصلاحات عهدنامهٔ نیس و بدون استفاده از TCE همچنان به کار خود ادامه می‌دهد. پس از دو همه‌پرسی ناموفق، همه‌پرسی مشورتی در ژانویهٔ ۲۰۰۶ در لوکزامبورگ برگزار شد که با اکثریتی نه چندان قاطع به تأیید رسید. در حال حاضر هیچ کشور دیگری حتی انگلستان برنامهٔ برگزاری همه‌پرسی را ندارد و به نظر نمی‌رسد در شرایط سیاسی فعلی TCE در هیچ همه‌پرسی با اطمینان کامل رأی تأیید به دست آورد.
تونی بلر، نخست‌وزیر انگلستان، در ابتدا از موافقان TCE به‌شمار می‌آمد و گفته بود که در همه‌پرسی تصویب آن در انگلستان در حمایت از آن به تبلیغات خواهد پرداخت. اما پس از رد عهدنامه در فرانسه و هلند، در فوریهٔ ۲۰۰۶ در آکسفورد چنین گفت:

ما خودمان را در بالای برجی در اتاقی حبس کردیم و تصمیماتی گرفتیم که شهروندان عادی آن را درک نکردند. امروز شما را یاد این موضوع می‌اندازم که هدف قانون اساسی در هنگام آغاز تدوینش، ایجاد پلی بین اروپا و شهروندانش بود. 
او در ادامه گفت:

به یاد دارم در شبی که نتایج همه‌پرسی فرانسه اعلام شد، با دوستانی در ایتالیا بودم که یکی از آن‌ها در مورد آرای مردم چنین گفت: «آنها چه‌شان شده‌است؟» و منظورش کسانی بود که رأی مخالف داده بودند. من گفتم نگرانی من اینست که سؤال این باشد که ما چرا اینگونه شده‌ایم! و منظور من از ما، رهبران سیاسی اروپا بود. 

## گمانه‌زنی‌ها در مورد آیندهٔ قانون اساسی اروپا
شکست همه‌پرسی TCE در فرانسه و هلند، از آنجا که این دو کشور از اعضای دائمی اتحادیه هستند، موجی از نگرانی در مورد آیندهٔ آن ایجاد کرد. این شکست سؤالهایی در مورد بازنگری در این قانون به وجود آورد.
چهار گزینه در مورد آیندهٔ این طرح پیش‌بینی می‌شود. نخست آنکه تا فرونشستن گرد و خاک دو همه‌پرسی شکست خورده هیچ قدمی برداشته نشود: به نظر می‌رسد که موضع انگلستان و آلمان به این شکل باشد. گزینهٔ دوم آنست که برای راضی کردن مخالفین در پذیرفتن قانون اساسی به شکل فعلی آن تلاش شود: به نظر می‌رسد موضع اتریش در دوره‌ای که ریاست اتحادیه را نیز بر عهده دارد بر این شکل است. گزینهٔ سوم بازنویسی پیش‌نویس، به شکلی که مخالفین را راضی کند، است. هرچند به نظر می‌رسد که کسی حاضر به آغاز مجدد از صفر نیست. در نهایت راه چهارمی که ژاک شیراک، رئیس‌جمهور سابق فرانسه، به آنگلا مرکل، صدر اعظم آلمان، پیشنهاد کرد چند تکه کردن همین قانون اساسی فعلی است تا روند تصویب آن جنجال کمتری داشته باشد. هرچند نظر آنگلا مرکل منتظر ماندن تا سال ۲۰۰۷ بود. در ژوئن ۲۰۰۶، رومانو پرودی، نخست‌وزیر ایتالیا، چنین گفت که معتقد است که قانون اساسی باید به شکل عمده بازنگری شود اما این کار باید بعد از انتخابات ریاست جمهوری ۲۰۰۷ فرانسه انجام گیرد.

## ماده‌هایی که از قبل وجود داشتند یا تقویت شدند

### ایفای نقش اتحادیه

#### ساختار مؤسسه‌ها
بر اساس TCE، شورای اتحادیهٔ اروپا به‌طور رسمی به «شورای وزیران» تغییر نام می‌یابد. البته در حال حاضر هم گاه به‌طور غیررسمی شورای وزیران خوانده می‌شود. «شورای امور عمومی» نیز به شکل رسمی از «شورای امور خارجه» جدا می‌شود. هرچند این شورا هم از ژوئن ۲۰۰۲ جلساتی غیررسمی برگزار کرده‌است.

#### تفویض، اهدای اختیار و متناسب بودن
TCE چند اصل در مورد نحوهٔ عملکرد اتحادیه معین می‌کند:
- اصل تفویض - صلاحیت تصمیم‌گیری اتحادیهٔ اروپا در زمینه‌هایی است که اعضا داوطلبانه به اتحادیه تفویض کرده‌اند؛
- اصل اهدای اختیار - تصمیمات حکومتی باید در کنار مؤثر ماندن تا جای ممکن نزدیک به نظر مردم باشد؛ یعنی تا جاییکه ممکن است با قوانین ملی کشورها متناسب باشد.
- اصل متناسب بودن - اتحادیه تنها تا حد رسیدن به اهدافش تعیین‌کننده و تصمیم‌گیرنده خواهد بود و حق دخالت بیش از آن را ندارد.

بر اساس اصل تفویض اتحادیه حق دخالت در اموری را که مشخصاً اختیارش توسط اعضا در قانون اساسی واگذار نشده‌است ندارد. البته منتقدین این ماده بر این باورند که اختیارات آنقدر گسترده تعیین شده‌است که پیدا کردن استثناء در آن سخت‌تر است.

#### اولویت قانون اتحادیه
در کشورهای عضو اتحادیه، از سال ۱۹۶۴ که اعضا اختیار قانون‌گذاری را به اتحادیه اعطا کردند، قوانین اروپا بر قوانین ملی کشورها اولویت داشته‌است. قوانین ملی اگر با قوانین تصویب شده در اروپا در تناقض باشد در دادگاه‌ها در نظر گرفته نمی‌شود. این رویهٔ قانونی در سال‌های ۱۹۶۳ و ۱۹۶۴ در موارد دعواهای حقوقی Van Gend en Loos و Costa v ENEL ایجاد شد که موضوع آن امتناع مردی ایتالیایی از پرداخت قبض ۱۹۲۵ لیری گازش بود.

#### ارزش‌های اجتماعی اعضای اتحادیه
بر اساس مادهٔ I-1 و I-2، درهای اتحادیه بر روی تمام کشورهایی اروپایی که به ارزش‌های زیر احترام می‌گذارند باز خواهد بود:
- شأن انسانی
- آزادی
- دموکراسی
- برابری
- قانون‌مداری
- احترام به حقوق بشر
- حقوق اقلیت
- بازار آزاد
- تحمل نظرات مخالف
- عدالت
- برابری حقوق زن و مرد
- عدم تبعیض

برخی از موارد فوق برای اولین بار در TCE مدون می‌شود.

#### اهداف اتحادیه
اهداف اتحادیه در قانون اساسی بر اساس مادهٔ I-3 چنین تصریح می‌شود:
- ترویج صلح و تأمین سلامتی مردم اتحادیه
- تضمین آزادی، امنیت و عدالت در مرزهای داخلی و وجود داشتن بازاری آزاد برای رقابت
- رشد متعادل اقتصاد و با ثبات نگاه داشتن قیمت‌ها با استفاده از بازار رقابت کامل
- امنیت و دادرسی اجتماعی، برابری بین زن و مرد، حمایت از حقوق کودکان
- همبستگی اجتماعی، اقتصادی و ارضی اعضای اتحادیه
- احترام به زبان‌ها و فرهنگ‌های مختلف

و اهداف اتحادیه در برابر جهان خارج به این شرح است:
- ترفیع ارزش‌ها و تمایلات خود
- مشارکت در صلح، امنیت و توسعهٔ جهان
- همبستگی و احترام متقابل بین مردم
- بازرگانی و تجارت آزاد و منصفانه
- ریشه‌کن کردن فقر و حمایت از حقوق بشر به ویژه حقوق کودکان
- توسعهٔ قوانین بین‌المللی در جهات مبادی و اصول منشور ملل متحد

### آزادی عمل اتحادیه

#### صلاحیت
اتحادیه در ۶ حوزه صریحاً صلاحیت تصمیم‌گیری دارد. این ۶ حوزه سیاست‌هایی هستند که اعضای اتحادیه حق قانون‌گذاری دربارهٔ آن‌ها را از مجالس ملی به اتحادیهٔ اروپا واگذار کرده‌اند. این فهرست از معاهده‌های قبلی تغییری نیافته‌است:
- یکنواختی حقوق گمرکی
- قوانین رقابتی که بازار داخلی را کنترل می‌کنند
- سیاست‌های پولی اروپا
- حفاظت از منابع زیستی دریایی (قوانین مشترک ماهیگیری)
- قوانین مشترک بازرگانی
- انجام برخی قوانین بین‌المللی محدود

۳ حوزهٔ جدیدی هم به موارد فوق، که از قبل وجود داشتند، اضافه شده که در ادامهٔ مقاله آمده‌است. حوزه‌هایی هم وجود دارد که در آن‌ها اتحادیه تنها می‌تواند قدم‌های حمایتی، هماهنگ‌سازی و تکمیلی بردارد. در این حوزه‌ها، کشورها هیچ‌گونه صلاحیت تصمیم‌گیری را به اتحادیه واگذار نمی‌کنند، اما اقدام اتحادیه برای کسب پشتیبانی بین‌المللی از کارشان را پذیرفته‌اند. سه مورد دیگر نیز در این حوزه‌ها در مقایسه با عهدنامه‌های موجود افزوده شده که آن‌ها هم در ادامهٔ مقاله ذکر شده‌اند.

#### بند انعطاف‌پذیری
بند انعطاف‌پذیری TCE به اتحادیهٔ اروپا این امکان را می‌دهد که در حوزه‌هایی که صریحاً در قانون مشخص نشده نیز بتوانند عمل کنند، اما فقط در مواردی که:
- تمام اعضا با آن موافق باشند؛
- مورد توافق پارلمان اروپا باشد؛ و
- وجود آن برای رسیدن به یکی از اهداف مورد توافق در TCE لازم باشد.

این بند از زمان معاهدهٔ رم، که در سال ۱۹۵۸ به تصویب رسیده بود، وجود داشت.

#### سیاست‌های خارجی و امنیتی مشترک
اتحادیه مسئول تعریف و پیاده‌سازی سیاست‌های مشترک خارجی و امنیتی در مواقع لزوم است. این بند نیز از معاهده‌های موجود اروپا اخذ شده‌است.

## ماده‌های جدید

### آزادی عمل اتحادیه

#### شخصیت حقوقی
این قانون اساسی برای اولین بار به اتحادیهٔ اروپا شخصیت حقوقی می‌بخشد؛ یعنی می‌تواند در حقوق بین‌الملل به عنوان شخص حقوقی شناخته شود و این اختیار را خواهد داشت که پیمان‌های بین‌المللی را به امضا رساند و امضای این نهاد به معنای موافقت همه اعضای آن خواهد بود.

#### صلاحیت‌های جدید
TCE به اتحادیهٔ اروپا صلاحیت تصمیم‌گیری در امور مشترک از قبیل تمامیت ارضی، انرژی و فضا را اعطا نموده‌است. این‌ها حوزه‌هایی هستند که اتحادیه در آن‌ها در کنار تصمیم‌های اتخاذ شده در هر کشور اختیار عمل دارد. در حوزه‌هایی مانند گردشگری و ورزش نیز اتحادیه می‌تواند اقدامات پشتیبانی، تکمیلی و جهت‌دهنده انجام دهد.

#### روند رسیدگی به جرائم قضایی
اعضای اتحادیه با توجه به ۷ حوزهٔ همکاری افزوده شده در TCE به همکاری خود با اتحادیه در زمینه‌های رسیدگی به جرائم قضایی ادامه می‌دهند. این حوزه‌ها که هم‌اکنون نیز در بین اعضا پذیرفته شده هستند، عبارت‌اند از:
- تروریسم
- قاچاق انسان‌ها
- خشونت علیه کودکان
- قاچاق مواد مخدر
- قاچاق اسلحه
- رشوه‌خواری و فساد
- کلاه‌برداری

#### عبارت همبستگی
قانون اساسی در اقدامی تازه مشخص کرده‌است که هر عضوی در صورت مواجه شدن با حملات تروریستی یا فجایع دیگر در صورت درخواست، از کمک اعضای دیگر اتحادیه برخوردار خواهد شد. شکل و نوع این کمک‌ها مشخص نشده‌است. تصمیم‌گیری در مورد آن‌ها در زمان مقتضی به شورای وزیران سپرده شده‌است.

#### دادستان عمومی اروپا
در این قانون ماده‌ای برای ایجاد دفتر دادستانی عمومی اروپا در صورت موافقت اعضا و پارلمان اروپا وجود دارد.

#### منشور حقوق اساسی برای اتحادیهٔ اروپا
پیش‌نویس قانون اساسی یک نسخه از منشور حقوق اساسی را که مورد تأیید تمامی اعضای اتحادیه قرار گرفته‌است، دربردارد. این منشور به این علت در قانون اساسی اروپا قرار گرفته‌است که خود مؤسسات اتحادیهٔ اروپا هم مجبور به رعایت همان استانداردها در زمینهٔ حقوق اساسی باشند.

### ساده‌سازی

#### مقام وزیر امور خارجهٔ اتحادیه
بر اساسی TCE، نقش فعلی مسئول سیاست خارجی اتحادیهٔ اروپا و نقش کمیسر روابط خارجی با هم ترکیب خواهند شد و وزیر امور خارجهٔ اتحادیهٔ اروپا را ایجاد خواهند کرد. وزیر امور خارجه همچنین نخست‌وزیر کمیسیون نیز خواهد بود. این فرد مسئول هماهنگ‌سازی سیاست خارجی در سراسر اتحادیه خواهد بود و در اموری که همه اعضا موافق باشند، نمایندهٔ اتحادیه خواهد بود.

### عملکرد مؤسسه‌ها

#### رأی‌گیری با اکثریت کیفی
تقریباً اغلب تصمیمات حساس اتحادیهٔ اروپا با رأی ۵۵٪ کشورهای عضو که نمایندهٔ ۶۵٪ جمعیت اتحادیهٔ اروپا باشند، اتخاذ خواهد شد. البته همچنان تغییر در سیاست‌های دفاعی، خارجی، مالیات‌ها و کنترل‌های مرزی بر اساس رأی موافق همهٔ اعضا صورت‌پذیر خواهد بود.

#### رئیس شورای اروپا
ریاست ۲٫۵ ساله، جایگزین ریاست ادواری ۶ ماههٔ اتحادیه خواهد شد. فرد مورد نظر توسط رهبران کشورهای عضو تعیین می‌شود. مدت این دوره یک بار قابل تمدید خواهد بود. نقش رئیس شورای اروپا همچنان مدیریتی خواهد بود و وظایف اجرایی نخواهد داشت. رئیس اتحادیهٔ اروپا نمی‌تواند به‌طور هم‌زمان متصدی ادارهٔ امور یکی از کشورهای عضو باشد.

#### رئیس شوراهای وزارتی
هر کشور به‌طور چرخشی و نوبتی ریاست یکی از شوراهای وزارتی را بر عهده خواهد داشت. مدت این ریاست از ۶ ماه فعلی به ۱۸ ماه افزایش یافته‌است تا در نتیجهٔ آن پیوستگی بیشتری در انجام امور ایجاد شود. ریاست شورای امور خارجی یا وزیر امور خارجهٔ اتحادیه از این قانون مستثنی است.

#### کمیسیون‌های کوچک‌تر
کمیسیون اروپا از سال ۲۰۱۴ به کمیسیون‌های کوچک‌تر تقسیم خواهد شد. کمیسیون اروپا که هم‌اکنون بازوی اجرایی مستقل اتحادیه است می‌تواند موضوعاتی را برای قانون‌گذاری طرح و بر اجرای آن نظارت کند.

### قدرت پارلمانی
- رئیس‌جمهور کمیسیون - رئیس‌جمهور کمیسیون توسط شورای اروپا، پس از مشورت با اعضای پارلمان، به پارلمان معرفی می‌شود و در صورت کسب رأی اعتماد از پارلمان به عنوان رئیس کمیسون انتخاب می‌شود. رأی نهایی در این مورد بر عهدهٔ پارلمان اورپا است.
- قانون‌گذاری مشترک پارلمان - پارلمان اروپا در زمینهٔ وضع قوانین قدرتی برابر با شورای اروپا خواهد داشت. پیش از این نیز این قدرت به پارلمان داده شده بود ولی حوزه‌های قانون‌گذاری آن محدود بود.
- مجمع عمومی - شورای وزیران موظف خواهد بود برای بحث در مورد تمامی قوانین جدید مجمع عمومی داشته باشد. پیش از این، این شرط تنها برای پروسه‌های تصمیم‌گیری مشترک وجود داشت.

### اصلاحیه، بازپس‌گیری و موارد دیگر

#### بازنگری در عهدنامه
پیش از این ایجاد تغییر در عهدنامه‌ها، طبق اتفاق نظر شورای اروپا در جلسات دربسته انجام می‌گرفت. بر اساس قانون اساسی، روند جدیدی در اصلاح قانون اساسی پدید می‌آید. پروسه بدین شکل است که اگر پارلمان اروپا با اصلاحیه موافقت کند، آنگاه تصمیم نهایی توسط شورای اروپا و در صورت اتفاق نظر آن‌ها اتخاذ خواهد شد. هرچند تغییرات جزئی در صورت موافقت تمامی اعضای شورای اروپا، قابل اعمال خواهند بود.

#### مادهٔ خروج
قانون اساسی اروپا این امکان را در اختیار کشورهای عضو اتحادیه قرار می‌دهد که در صورت تمایل بدون نقض هیچ‌یک از بندهای TCE از آن خارج شوند. در این ماده اشاره می‌شود که اگر کشوری این درخواست را مطرح کند در شورای اروپا به آن رسیدگی می‌کنند. اگر مذاکرات با آن کشور در دو سال به نتیجه نرسید آن کشور به‌هرحال خارج خواهد شد. روند ذکر شده در قانون اساسی همان روندی است که گرینلند در سال ۱۹۸۵ برای خروج از اجتماع اروپا طی کرد.

## نکات مورد بحث در مورد قانون اساسی

### طولانی بودن و پیچیدگی
برخی منتقدین بر این باورند که در مقایسه با قوانین اساسی برخی کشورها (مانند قانون اساسی ۴٬۶۰۰ کلمه‌ای ایالات متحده)، این قانون ۱۶۰٬۰۰۰ کلمه‌ای بسیار طولانی است. همچنین متن آن لحن حقوقی تخصصی دارد که درک آن گاه حتی برای متخصصین هم سخت است و غیرقابل فهم برای عموم خواهد بود.
مدافعین طولانی بودن سند می‌گویند که حجم آن از مجموع معاهده‌های قبلی که در آن گنجانده شده‌است کمتر است و از پیچیدگی آن نیز کاسته شده‌است. آن‌ها قانون جدید را پیشرفتی برای معاهده‌های موجود فعلی می‌دانند.

### نظامی شدن
مادهٔ I-41 چنین می‌گوید: «اعضا متعهد شوند که به‌طور مستمر قابلیت‌های نظامی خود را افزایش دهند». عده‌ای از منتقدین بر این باورند که این بند بدون در نظر گرفتن شرایط جغرافیای سیاسی و خواست مردم، کشورها را به گسترش سلاح‌های جنگی ترغیب می‌کند و این کار باعث گسترش رقابت تولید اسلحه در کل جهان خواهد شد.
اما عده‌ای دیگر بر این باورند که همین بند اقدامات هماهنگ نظامی اروپا را به اقدامات «صلح‌جویانه، پیشگیرانه در برابر اختلافات و تقویت کنندهٔ امنیت بین‌المللی» بر اساسی مبادی سازمان ملل محدود کرده‌است. تنها در این چارچوب است که کشورها در توسعهٔ توانایی‌های نظامی خود تلاش می‌کنند.

### سکولاریسم
در تهیهٔ پیش‌نویس بحثی بر سر ارجاع به مسیحیت در قانون اساسی وجود داشت. کلیسای کاتولیک و رئیس‌جمهور پیشین لهستان این حرکت را برای انعکاس تاریخ مسیحیت اروپا آغاز کردند، اما در مقابل فرانسه و چند NGO موضعی سکولار در برابر آن گرفتند. در نهایت، توافق چنین صورت گرفت که در مقدمهٔ قانون تنها به «میراث فرهنگی، مذهبی و انسانی اروپا» اشاره شود.

### قوانین اتحادیه و قوانین ملی
منتقدین چنین ادعا می‌کنند که اولویت بخشیدن به قوانین اروپا نسبت به قوانین ملی، در قانون اساسی فرسایش تدریجی حاکمیت ملی را در پی خواهد داشت.
مدافعین چنین می‌گویند که اولویت قوانین اروپا همیشه وجود داشته‌است. قانون اساسی هیچ تغییری در شرایط حاضر و آینده ایجاد نمی‌کند. اما اینکه این تصمیم به‌طور کل قابل قبول هست یا نه کماکان مورد بحث است.

## نظر برخی مخالفین

### مخالفت‌های اولیه
در سال ۲۰۰۴ در پی توافق رهبران سیاسی بر سر معاهدهٔ تدوین قانون اساسی، نیلز لاندگرن (Nils Lundgren) از محافظه‌کاران سوئد پس از پیروزی خود در انتخابات پارلمان اروپا چنین گفت:

پیروزی ما علامت مشخصی از نارضایتی و خسته بودن مردم از وضع فعلی است. مردم ساختار فعلی اتحادیهٔ اروپا را نمی‌پسندند. آن‌ها با انتقال بسیاری از تصمیم‌گیری‌ها از مجالس ملی به پارلمان اتحادیهٔ اروپا، نقش دموکراسی را کمرنگ می‌کنند.

### مخالفت مردم فرانسه

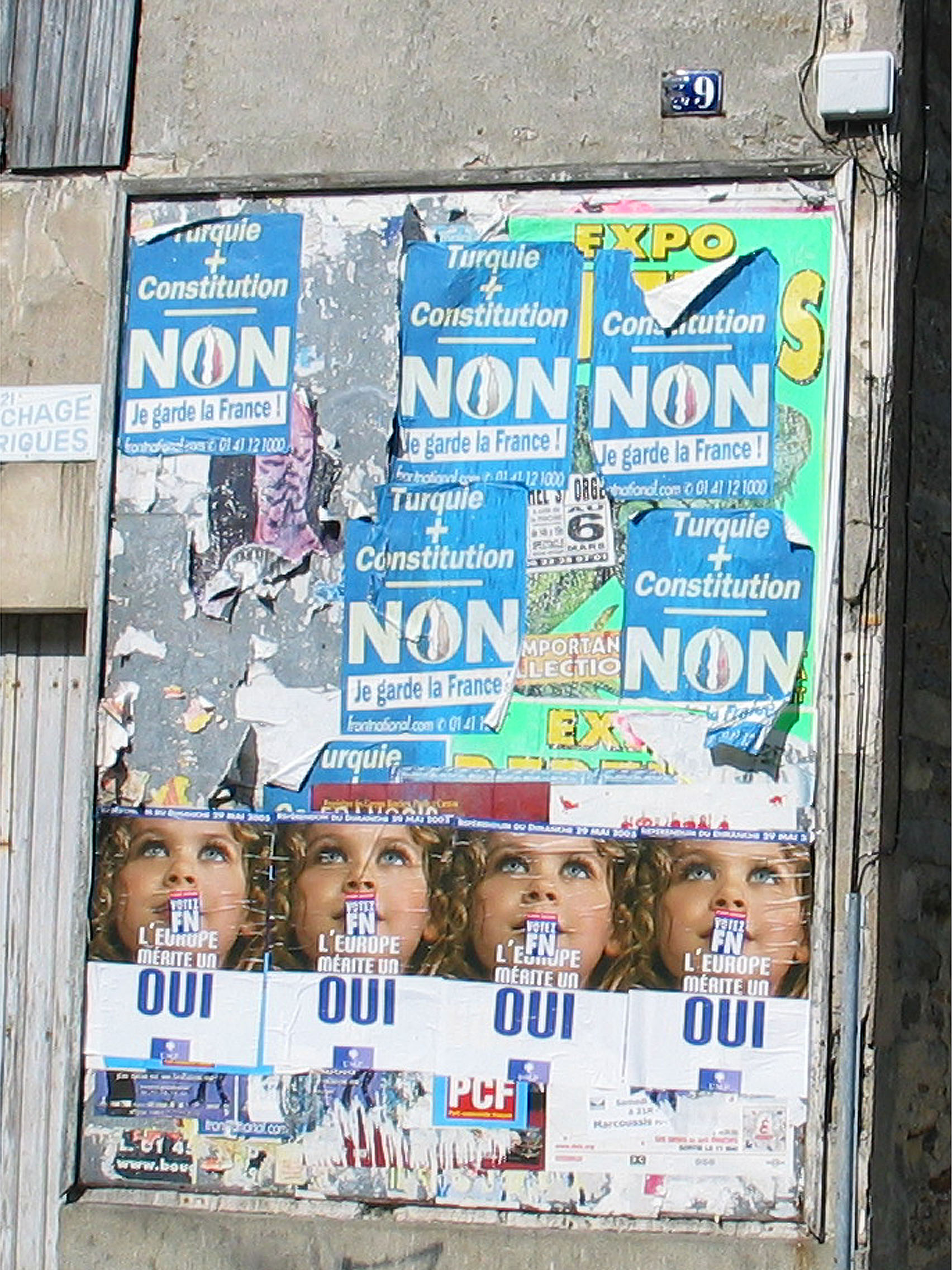
مخالفت مردم فرانسه

مجلهٔ تایم در آستانهٔ همه‌پرسی فرانسه از قول نویسنده‌ای به نام برونو گاچیو (Bruno Gaccio) عدم اعتماد به سیاست‌مداران را عامل اصلی رأی مخالف مردم فرانسه معرفی کرد. او می‌گوید که باور ندارد کسی بی‌طرفانه خلاصهٔ پیش‌نویس۳۶۴ صفحه‌ای را در ۶ صفحه برای مردم تهیه کرده باشد. نویسنده چنین ادامه می‌دهد:

و این علت آمادگی فرانسه برای رد پیش‌نویسی که حتی یکبار هم آن را نخوانده‌اند تشریح می‌کند. دلیل آنست که ژاک شیراک و رفقایش مردم را به موافقت با پیش‌نویس تشویق می‌کنند. می‌بینید نارضایتی ما در چه حد است؟ اگر شیراک یا نخست وزیرش از ما می‌پرسیدند آیا مایل هستید در لاتاری ۵ میلیون دلاری برنده شوید، باز هم پاسخ ما نه بود.

### مخالفت مردم هلند
مخالفت‌ها دلایل متعددی می‌تواند داشته باشد. سوسیالیست‌ها نگران لیبرال‌تر شدن قوانین هستند. عده‌ای مخالف واگذاری رهبری به دولت بروکسل (اتحادیهٔ اروپا) هستند. محافظه‌کاران نگران آن هستند که قانون جدید، یک روزنه را برای ورود ترکیه به اتحادیهٔ اروپا بگشاید. مهم‌ترین دلیل مخالفت مردم هلند نگرانی‌های پول و مهاجرت است. پیم فورتاین (Pim Fortuyn) یکی از پوپولیست‌های مخالف قوانین مهاجرت در سال ۲۰۰۲ چنین گفت که «هلند پُر شده‌است.» او بعد در همان سال توسط مخالفانش به قتل رسید. مجلهٔ تایم در مقاله‌ای در آستانهٔ همه‌پرسی هلند از قول یکی از شهروندان هلند علت مخالفت او را چنین نوشت: «من دیگر به دولت بروکسل اعتماد ندارم. اگر ما امروز حقوق خودمان را واگذار کنیم، دیگر هیچ‌کس نظر ما را در آینده نخواهد پرسید.»

## روند تصویب
TCE در ۲۹ اکتبر ۲۰۰۴ طی مراسمی در شهر رم به امضا رسید. قانون اساسی پیش از آنکه به اجرا گذاشته شود باید توسط اعضا به تصویب رسد. روند تصویب در کشورهای مختلف متفاوت است. در بعضی از کشورها لازم است که شخص اول کشور پس از تصویب پارلمان TCE را مورد تأیید قرار دهد. رئیس‌جمهور آلمان در پی مباحثات پیرامون تصویب بدون برگزاری همه‌پرسی، هنوز از این کار خودداری کرده‌است. رئیس‌جمهوری اسلواکی هم بنابر درخواست دادگاه قوانین اساسی کشورش، هنوز آن را تأیید نکرده‌است.
در ۱۲ ژانویه ۲۰۰۵، پارلمان اروپا رأی‌گیری نمادین برای حمایت از قانون اساسی اروپا انجام داد که حاصل آن ۵۰۰ رأی موافق، ۱۳۷ رأی مخالف و ۴۰ رأی ممتنع بود.

### وضعیت تصویب عهدنامه در کشورهای مختلف
| کشور عضو                 | تاریخ                                                                                      | نتایج | تحویل به دولت ایتالیا                                       |
| ------------------------ | ------------------------------------------------------------------------------------------ | --- | ----------------------------------------------------------- |
| لیتوانی                  | ۱۱ نوامبر ۲۰۰۴                                                                             | بلی. پارلمان: ۸۴ به ۴ موافق، ۳ ممتنع. | ۱۷ دسامبر، ۲۰۰۴                                             |
| مجارستان                 | ۲۰ دسامبر، ۲۰۰۴                                                                            | بلی. مجلس ملی: ۳۲۳ به ۱۲ موافق، ۸ ممتنع. | ۳۰ دسامبر، ۲۰۰۴                                             |
| اسلوونی                  | ۱ فوریه ۲۰۰۵                                                                               | بلی. مجلس ملی: ۷۹ به ۴ موافق، بدون ممتنع. | ۹ مه، ۲۰۰۵                                                  |
| ایتالیا                  | ۲۵ ژانویه ۲۰۰۵ ۶ آوریل ۲۰۰۵                                                                | بلی. مجلس نمایندگان: ۴۳۶ به ۲۸ موافق، ۵ ممتنع. بلی. سنا: ۲۱۷ به ۱۶ موافق، بدون ممتنع. | ۲۵ مه، ۲۰۰۵                                                 |
| اسپانیا                  | ۲۰ فوریه ۲۰۰۵ ۲۸ آوریل ۲۰۰۵ ۱۸ مه ۲۰۰۵                                                     | بلی. همه‌پرسی مشورتی: ۷۶٫۷۳٪ به ۱۷٫۲۴٪موافق، ۶٫۰۳ سفید، ۴۲٫۳۲٪ شرکت‌کننده. بلی. کنگرهٔ نمایندگان: ۳۱۱ به ۱۹ موافق، بدون ممتنع. بلی. سنا: ۲۲۵ به ۶ موافق، ۱ ممتنع. | ۱۵ ژوئن، ۲۰۰۵                                               |
| اتریش                    | ۱۱ مه ۲۰۰۵ ۲۵ مه ۲۰۰۵                                                                      | بلی. شورای ملی: با یک مخالف تأیید شد (رأی‌گیری به روش بلند کردن دست). بلی. شورای فدرالی: با ۳ مخالف تأیید شد (رأی‌گیری به روش بلند کردن دست). | ۱۷ ژوئن، ۲۰۰۵                                               |
| یونان                    | ۱۹ آوریل ۲۰۰۵                                                                              | بلی. پارلمان: ۲۶۸ به ۱۷ موافق، ۱۵ ممتنع. | ۲۸ ژوئیه، ۲۰۰۵                                              |
| مالت                     | ۶ ژوئیه ۲۰۰۵                                                                               | بلی. خانهٔ نمایندگان: بدون دو دستگی به توافق رسیدند. | ۲ آگوست، ۲۰۰۵                                               |
| قبرس                     | ۳۰ ژوئن ۲۰۰۵                                                                               | بلی. پارلمان: ۱۳ به ۱۹ موافق، ۱ ممتنع. | ۶ اکتبر، ۲۰۰۵                                               |
| لتونی                    | ۲ ژوئن ۲۰۰۵                                                                                | بلی. پارلمان: ۷۱ به ۵ موافق، ۶ ممتنع. | ۳ ژانویه، ۲۰۰۶                                              |
| لوکزامبورگ               | ۱۰ ژوئیه ۲۰۰۵ ۲۵ اکتبر ۲۰۰۵                                                                | بلی. همه‌پرسی مشورتی: ۵۶٫۵۲٪ به ۴۳٫۴۸٪ موافق، ۸۷٫۷۷٪ شرکت‌کننده. بلی. مجلس نمایندگان: ۵۷ به ۱ موافق، بدون ممتنع. | ۳۰ ژانویه، ۲۰۰۶                                             |
| بلژیک                    | ۲۸ آوریل ۲۰۰۵ ۱۹ مه ۲۰۰۵ ۱۷ ژوئن ۲۰۰۵ ۲۰ ژوئن ۲۰۰۵ ۲۹ ژوئن ۲۰۰۵ ۱۹ ژوئیه ۲۰۰۵ ۸ فوریه ۲۰۰۶ | بلی. سنا: ۵۴ به ۹ موافق، ۱ ممتنع. بلی. مجلس نمایندگان: ۱۱۸ به ۱۸ موافق، ۱ ممتنع. بلی. پارلمان بروکسل: ۷۰ به ۱۰ موافق، بدون ممتنع. بلی. پارلمان جمعیت آلمانی زبان بلژیک: ۲۱ به ۲ موافق، بدون ممتنع. بلی. پارلمان والون: ۵۵ به ۲ موافق، بدون ممتنع. بلی. پارلمان جمعیت فرانسویان بلژیک: ۷۹ به ۰ موافق، بدوم ممتنع. بلی. پارلمان فلاندری‌های بلژیک: ۸۴ به ۲۹ موافق، ۱ ممتنع. | ۱۳ ژوئن، ۲۰۰۶                                               |
| استونی                   | ۹ مه ۲۰۰۶                                                                                  | بلی. پارلمان: ۷۳ به ۱ موافق، بدون ممتنع. | ۲۶ سپتامبر، ۲۰۰۶                                            |
| بلغارستان                | ۱ ژانویه، ۲۰۰۷                                                                             | بلی. طبق مفاد عهدنامهٔ الحاق ۲۰۰۵ | لازم نیست                                                   |
| رومانی                   | ۱ ژانویه، ۲۰۰۷                                                                             | بلی. طبق مفاد عهدنامهٔ الحاق ۲۰۰۵ | لازم نیست                                                   |
| اسلواکی                  | ۱۱ مه، ۲۰۰۵                                                                                | بلی. شورای ملی: ۱۱۶ به ۲۷ موافق، ۴ ممتنع. | نهایی نشده‌است. رئیس‌جمهور قانون را امضا نکرده‌است.            |
| آلمان                    | ۱۲ مه ۲۰۰۵ ۲۷ مه ۲۰۰۵                                                                      | بلی. مجلس فدرال: ۵۶۹ به ۲۳ موافق، ۲ ممتنع. بلی. شورای فدرال: ۶۶ به ۰ موافق، ۳ ممتنع. | نهایی نشده‌است. تصمیم محکمهٔ حافظ قانون اساسی آلمان لازم است. |
| فنلاند · به همراه اولاند | ۵ دسامبر ۲۰۰۶ Pending                                                                      | بلی. پارلمان: ۱۲۵ به ۳۹ موافق، بدون ممتنع. پارلمان اولاند | نهایی نشده‌است.                                              |
| فرانسه                   | ۲۹ مه ۲۰۰۵ نامشخص                                                                          | خیر. همه‌پرسی: ۵۴٫۶۸٪ به ۴۵٫۳۲٪ مخالف، ۶۹٫۳۴٪ شرکت‌کننده. مجلس ملی: سنا: |                                                             |
| هلند                     | ۱ ژوئن ۲۰۰۶ نامشخص                                                                         | خیر. همه‌پرسی مشورتی: ۶۱٫۵۴٪ به ۳۸٫۴۶٪ مخالف، ۶۳٫۳۰٪ شرکت‌کننده. مجلس دوم: مجلس اول: |                                                             |
| جمهوری چک                | تعلیق منتظر تعیین                                                                          | همه‌پرسی: سنا: مجلس نمایندگان: |                                                             |
| دانمارک                  | تعویق منتظر تعیین                                                                          | همه‌پرسی: پارلمان: |                                                             |
| جمهوری ایرلند            | تعویق منتظر تعیین                                                                          | همه‌پرسی: پارلمان: سنا: |                                                             |
| لهستان                   | تعویق منتظر تعیین                                                                          | همه‌پرسی: پارلمان: سنا: |                                                             |
| پرتغال                   | تعویق منتظر تعیین                                                                          | همه‌پرسی: مجلس: |                                                             |
| سوئد                     | منتظر تعیین                                                                                | پارلمان: |                                                             |
| بریتانیا                 | تعویق منتظر تعیین                                                                          | همه‌پرسی: عوام: لردها: |                                                             |

### تصویب عهدنامه به روش همه‌پرسی
| کشور عضو      | تاریخ               | نتیجه: ٪ موافق (از ٪ شرکت‌کننده) | جزئیات         |
| ------------- | ------------------- | ------------------------------- | -------------- |
| اسپانیا       | ۲۰ فوریه، ۲۰۰۵      | بلی: ۷۶٫۷٪ (از ۴۲٫۳٪)           | همه‌پرسی مشورتی |
| فرانسه        | ۲۹ مه، ۲۰۰۵         | خیر: ۴۵٫۱٪ (از ۶۹٫۳٪)           | همه‌پرسی        |
| هلند          | ۱ ژوئن، ۲۰۰۵        | خیر: ۳۵٫۵٪ (از ۶۲٫۸)            | همه‌پرسی مشورتی |
| جمهوری چک     | معلق شد             | احتمالاً با تصویب پارلمان        | برنامهٔ همه‌پرسی |
| لوکزامبورگ    | ۱۰ ژوئیه، ۲۰۰۵      | بلی: ۵۶٫۵٪ (از ۸۷٫۷۷٪)          | همه‌پرسی مشورتی |
| جمهوری ایرلند | تعویق (زمان نامشخص) |                                 | همه‌پرسی        |
| دانمارک       | تعویق (زمان نامشخص) |                                 | همه‌پرسی        |
| لهستان        | تعویق (زمان نامشخص) |                                 | همه‌پرسی        |
| پرتغال        | تعویق (زمان نامشخص) |                                 | همه‌پرسی        |
| بریتانیا      | تعویق (زمان نامشخص) |                                 | همه‌پرسی        |